# Xystrota intamiataria
Xystrota intamiataria là một loài bướm đêm trong họ Geometridae.